# Cratere Malprimis
Malprimis è un cratere sulla superficie di Giapeto.